# MRFAP1
MRFAP1‏ (Morf4 family associated protein 1) هوَ بروتين يُشَفر بواسطة جين MRFAP1 في الإنسان.